# Italský neorealismus
Italský neorealismus bylo národní filmové hnutí, charakteristické tím, že příběhy těchto filmů se odehrávaly mezi chudobou a dělnickou třídou, natáčelo se v opravdových lokacích a často se používalo neprofesionálních herců. Filmová díla italského neorealismu se často vypořádávala s obtížnými ekonomickými a sociálními podmínkami poválečné Itálie a reflektovala změny v italské mentalitě a podmínkách každodenního života.

## Historie hnutí

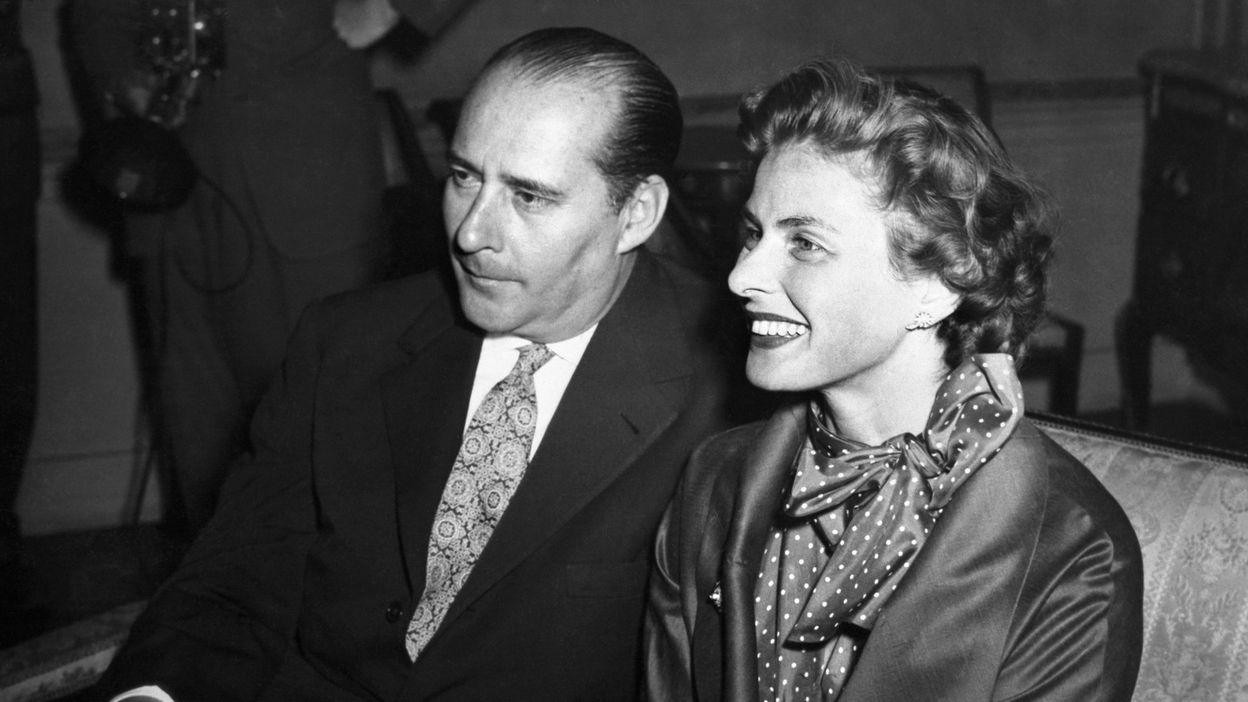
Prominentní neorealistický režisér Roberto Rossellini se svojí tehdejší manželkou Ingrid Bergman

Neorealismus vtrhl do italské kinematografie na konci druhé světové války, kdy pád vlády Benita Mussoliniho zapříčinil decentralizaci italského filmového průmyslu. Neorealismus byl známkou kulturních změn a sociálního vývoje v Itálii. Neorealistické filmy prezentovaly příběhy ze současnosti a byly často natáčeny na ulicích, protože filmová studia byla těžce poškozena během války.
Neorealistický přístup k filmu byl uplatňován skupinou filmových kritiků sdružených kolem časopisu Cinema, jehož šéfredaktorem byl Vittorio Mussolini, syn Benita Mussoliniho. Kritici tohoto časopisu, mezi něž patřili například Luchino Visconti a Cesare Zavattini, psali útočné kritiky proti tzv. „filmům bílých telefonů“, salónním konverzačním komediím, které tehdy dominovaly italskému filmovému průmyslu. Někteří kritici cítili, že by se italská kinematografie měla oprostit od těchto mainstreamových filmů a namísto toho zpracovávat například adaptace realistických autorů z přelomu 19. a 20. století.
Na jaře roku 1945 byl Mussolini popraven a Itálie byla osvobozena od německé okupace. Toto období, známé jako „Italské jaro“, znamenalo celkovou změnu přístupu k natáčení filmů, kdy se nadále nevyužívalo rozvinutého studiového systému a namísto toho se začalo využívat venkova a městských ulic, což poskytovalo mnohem realističtější prostředí, stejně jako se výrazně omezil počet profesionálních herců, kteří byli ve filmech z velké části nahrazeni neherci.
Za první neorealistický film je všeobecně považován snímek Posedlost (1943) Luchina Viscontiho, přičemž neorealistické filmové hnutí se dostalo do světového povědomí díky filmu Roberta Rosselliniho Řím, otevřené město (1945), prvního italského poválečného snímku, oceněného Hlavní cenou na Filmovém festivalu v Cannes. Popularita filmových děl italského neorealismu rapidně upadala na počátku 50. let. Jak se Itálie začala ekonomicky a společensky stabilizovat, většina diváctva upřednostňovala spíše optimismus, který byl součástí tehdejších amerických filmů. Obraz chudoby a zoufalství, jak ho představovaly neorealistické filmy, se stal demoralizujícím v čase horlivého usilování po prosperitě a změně k lepšímu.

## Charakteristika hnutí
Neorealismus hojně využíval neherce a natáčelo se téměř výhradně v reálných lokacích, hlavně v chudých čtvrtích a na venkově. Tematicky neorealistické filmy vycházely ze života chudiny a dělnické třídy. Často se také využívalo dětí jako důležitých postav neorealistických filmů, ačkoli plnily spíše observační než participační roli.
Řím, otevřené město (1945) ustanovil několik hlavních znaků neorealismu, film zobrazuje boj obyčejného italského lidu o každodenní přežití v neobyčejné době německé okupace Říma. Snímek byl převážně natáčen v římských ulicích a většina filmových rolí byla obsazena neherci. Klíčovou roli v příběhu filmu sehrály děti a jejich přítomnost na konci filmu předznamenala významnou roli dětí ve filmech celého neorealistického hnutí, děti představovaly jednak svědky ekonomických a sociálních problémů a jednak symbolizovaly lepší budoucnost poválečné italské společnosti.
Ačkoli je dnes Italský neorealismus citován převážně v souvislosti s určitými stylistickými a formálními prostředky, mnozí soudobí filmoví kritici a teoretici měli tendenci charakterizovat italské neorealistické hnutí spíše jako specifický vztah mezi filmovou výrobou a sociální realitou poválečné Itálie, než jako soubor určitých estetických filmových prostředků.

## Vliv
Období druhé poloviny 40. let v historii italské kinematografie bylo tedy pod dominantním vlivem neorealismu. Tento vliv byl enormní, nejenom v italském filmu, neorealismus silně ovlivnil i Francouzskou novou vlnu, Polskou filmovou školu a mnohé další poválečné filmové hnutí a tvůrce. Neorealismus tedy představoval významnou změnu tradiční podoby mainstreamového filmu a jak naznačují mnozí filmoví kritici a teoretici, výchozí bod pro moderní filmové tendence 2. poloviny 20. století můžeme nalézt právě v italské neorealistické kinematografii.